# Ровновское сельское поселение (Крым)
Ровновское се́льское поселе́ние (укр. Рівнівське сільське поселення, крымскотат. Къара Асан кой юрту, Qara Asan köy yurtu) — муниципальное образование в Красногвардейском районе Республики Крым России, в степной зоне полуострова.
Административный центр — село Ровное.

## История
В советское время был образован Ровновский сельский совет.
Сельское поселение образовано в соответствии с законом Республики Крым от 5 июня 2014 года.

## Население
| 2001  | 2014  | 2015  | 2016  | 2017  | 2018  | 2019  |
| ----- | ----- | ----- | ----- | ----- | ----- | ----- |
| 4068  | ↘3330 | ↗3337 | ↗3371 | ↗3379 | ↗3384 | ↘3335 |
| 2020  | 2021  |       |       |       |       |       |
| ↘3329 | ↘3309 |       |       |       |       |       |

## Состав сельского поселения
| № | Населённый пункт | Тип населённого пункта       | Население |
| - | ---------------- | ---------------------------- | --------- |
| 1 | Ровное           | село, административный центр | ↘1399     |
| 2 | Молочное         | село                         | ↘550      |
| 3 | Некрасово        | село                         | ↗1026     |
| 4 | Новоникольское   | село                         | ↘355      |